# Rafael Zaldívar
Rafael Zaldívar (San Alejo, 1834 - París 1903), polític salvadorenc. Estudià Medicina i arribà a ser professor de fisiologia i higiene a la Universitat de Guatemala. Elegit diputat el 1860, ocupà diversos càrrecs diplomàtics i la cartera del Ministeri de Guerra. Fou elegit president d'El Salvador el 1876, amb el suport del president guatemalenc Justo Rufino Barrios, després del derrocament d'Andrés del Valle. Reelegit per a la presidència el 1880 i el 1884, portà a terme una política anticlerical, unionista i conservadora, i realitzà importants obres públiques arreu del país. A més, fomentà l'educació pública i la indústria. Aconseguí, d'altra banda, amortitzar el deute públic nacional. S'oposà a la idea de la reunificació centroamericana que pretenia Justo R. Barrios.
L'any 1885, el general Menéndez el derrocà. Aprofità per realirzar un viatge a Europa, passant per Madrid, on fou rebut pel rei Alfons XII, qui li oferí un sopar a palau. Fou elegit acadèmic de la Llengua i de Medicina, i el van fer soci de l'Ateneo i de l'Asociación Económica de Amigos del País, a Madrid. En tornar a El Salvador, va ser un dels fundadors de l'Academia Salvadoreña.